# Fabrikgesetz
Unter den Fabrikgesetzen oder der Fabrikgesetzgebung (Factory Act) versteht man die in England ab 1833 und später auch in anderen Ländern langsam einsetzende staatliche Gesetzgebung zum Schutz der Arbeiter vor der Willkür der Fabrikherren (Unternehmer). Diese beschäftigten die ihnen zu Beginn der Industrialisierung vollkommen ausgelieferten Arbeiter üblicherweise 15 Stunden pro Tag und länger. Im Vereinigten Königreich wurden vor allem Frauen und Kinder als nationale Ressource und damit als besonders schützenswert angesehen. Das Fabrikgesetz wurde in der Schweiz 1966 durch das Arbeitsgesetz abgelöst.

## Entwicklung im Vereinigten Königreich
Die Fabrikgesetze waren anfangs sehr umkämpft. So warnte der zeitgenössische Ökonom Nassau William Senior vor der Begrenzung der Arbeitszeit auf 10 Stunden täglich, da die Arbeitszeitverkürzung zum Zusammenbruch der Baumwollspinnerei-Industrie führen müsse. In seiner Studie wollte er herausgefunden haben, dass die Fabriken erst in der letzten (also der zwölften) Arbeitsstunde einen Profit erwirtschaften würden. Der Ten-Hour Act wurde nach mehreren Anläufen erst 1847 vom Parlament verabschiedet.
Das vom britischen Parlament am 29. August 1833 erlassene Fabrikgesetz (Althorp's Act) beschränkte erstmals den Arbeitstag für Kinder, und zwar sorgfältig abgestuft: Zwischen 9 und 13 Jahren auf acht Stunden, für Kinder zwischen 14 und 18 Jahren auf 12 Stunden, Kinder unter 9 Jahren sollten die Schule besuchen.
Vier Fabrikinspektoren sollten das Gesetz im ganzen Vereinigten Königreich durchsetzen.
Weitere Schritte waren:
- 1842: Verbot der Frauen- und Kinderarbeit in Bergwerken
- 1844: Beschränkung der Arbeit von unter 13-Jährigen auf 6,5 Stunden, von Frauen auf 12 Stunden, Verbot der Nachtarbeit für Frauen
- 1847: Allgemeine Beschränkung der Arbeitszeit auf 63 Stunden pro Woche durch den Factory Act of 1847
- 1867: Ausdehnung der bislang für die Textilindustrie geltenden Gesetze auf alle Betriebe mit mehr als fünf Arbeitern
- 1901: Mindestalter für Arbeitskräfte 12 Jahre

## Entwicklung in der Schweiz
Nachdem in der Schweiz zu Beginn der Industrialisierung zunächst einzelne Kantone wie Glarus und Zürich Fabrikgesetze zum Schutz der Arbeiter erlassen hatten, übernahm der Bundesstaat 1877 die entsprechende Gesetzgebungskompetenz um die schlimmsten Missstände landesweit zu bekämpfen. So arbeiteten beispielsweise schulpflichtige Kinder regelmäßig vor und nach dem Unterricht in den Fabriken, bis dies verboten wurde.

### Frühe Gesetzgebung im Kanton Glarus
Im Bereich der Sozialgesetzgebung nahm der Kanton Glarus innerhalb der Schweiz eine Pionierrolle ein, welche aufgrund der direkten Demokratie in der Form der Landsgemeinde möglich war. Die Gesetze von 1848 und 1856 sahen Arbeitssicherheits- und Hygienemaßnahmen sowie einen bescheidenen  Wöchnerinnenschutz vor, und die Gründung des  Kadettencorps Glarus erfolgte 1856 in diesem Umfeld. Für die Durchsetzung der von der Landsgemeinde verabschiedeten Schutzbestimmungen war ausschlaggebend, dass die Kontrolle durch eine kantonale Fabrik-Kommission und nicht durch die Gemeinden erfolgte.
Die einzelnen Entwicklungsschritte waren wie folgt:
- 1846: Verbot der Beschäftigung von Kindern unter 12 Jahren in mechanischen Spinnereien durch die Kantonsregierung von Glarus. Gleichzeitig wurden jedoch Nachtschichten von höchstens 11 und Tagschichten höchstens 13 Stunden erlaubt und eine Obergrenze von 14 Stunden für den Normalarbeitstag festgelegt.
- 1848: Bestätigung dieser Regeln durch die Landsgemeinde von Glarus.
- 1856: Ausweitung des Arbeitsverbotes für Kinder unter zwölf Jahren auf alle Fabrikbetriebe.
- 1858: Verbot der Sonntagsarbeit.
- 1864: Begrenzung des Normalarbeitstags auf 12 Stunden und Verbot der Nachtarbeit durch die Landsgemeinde und gegen den Willen der Kantonsregierung von Glarus.
- 1872: Die Landsgemeinde von Glarus beschließt einen Normalarbeitstag von 11 Stunden.

### Frühe Gesetzgebung im Kanton Zürich
Die Gesetzgebung im wirtschaftlich bedeutenden und von den Liberalen regierten Kanton Zürich setzte früher ein als im Kanton Glarus. Die Entwicklung blieb jedoch stehen und schlussendlich wurde der Kanton Zürich vom Kanton Glarus in der Sozialgesetzgebung überholt:
- 1837: Der Grosse Rat von Zürich erlässt eine Verordnung zur Reglementierung der Kinderarbeit und verbietet die Beschäftigung von schulpflichtigen Kindern in Fabriken.
- 1859: Erlass eines eigentlichen Fabrikgesetzes zum Schutz der Gesundheit der Arbeiter, welches die zulässige Maximalarbeitszeit auf 13 Stunden festlegt und die Nachtarbeit von Kindern grundsätzlich untersagt.

### Übergang zu einem Bundesgesetz
Das erste gesamtschweizerisches Fabrikgesetz wurde erst 1877 erlassen und ersetzte die kantonalen Fabrikgesetze. Dieses Fabrikgesetz des Bundes wurde nach dem Muster des 1872 vom Kanton Glarus erlassenen Fabrikgesetzes verabschiedet, verantwortlich dafür war der zuständige Bundesrat Joachim Heer, FDP, welcher aus dem Kanton Glarus stammte. Der grosse Einfluss des Kantons Glarus auf die frühe schweizerische Sozialgesetzgebung zeigt sich auch daran, dass einer der ersten drei schweizerischen Fabrikinspektoren, nämlich Fridolin Schuler, aus dem Kanton Glarus stammte.
Das neue Gesetz verbot unter anderem Kindern unter 14 Jahren den Zutritt zu Fabriken, was als entscheidender Schritt zur Verhinderung der Kinderarbeit gilt. Nicht alle wollten sich indes daran halten und so wurde etwa die Stickerei in St. Gallen immer stärker zur Heimarbeit umstrukturiert, wo die Kinder nach wie vor uneingeschränkt ausgenutzt werden konnten.
Allerdings war die Durchsetzung des Gesetzes in der Epoche des Hochkapitalismus teils noch ungenügend. Im Kanton Solothurn etwa wurde erst im Jahr 1904 ein Fabrikinspektorat eingerichtet.

## Weblink
- Kapitalisten, Kinderarbeit und Kontrolle – Fabrikgesetz von 1877 In: Zeitblende von Schweizer Radio und Fernsehen vom 13. März 2022